# Leslie Phillips
Leslie Samuel Phillips (Tottenham, Londres; 20 de abril de 1924-Londres, 7 de noviembre de 2022) fue un actor de cine y televisión inglés. Candidato a un Premio BAFTA. Ha intervenido en películas como Out of Africa (1985), Empire of the Sun (1987), Lara Croft: Tomb Raider (2001) o Venus (2006), además ha prestado su voz al Sombrero Seleccionador en tres de las películas de Harry Potter.

## Biografía
Leslie Samuel Phillips nació en Tottenham el 20 de abril de 1924, el tercer hijo de Cecelia Margaret (de soltera Newlove) y Frederick Samuel Phillips, que trabajaba en Glover and Main, fabricantes de cocinas en Edmonton. En 1931, la familia se trasladó a Chingford, donde Phillips asistió a la escuela primaria Larkswood. En 1935, su padre murió a los 44 años, a causa de un corazón débil y un edema provocado por el aire "sucio y sulfuroso" de la fábrica.
Tras la muerte de su padre, Phillips fue enviado a la Italia Conti Academy por insistencia de su madre, donde asistió a clases de teatro, danza y, sobre todo, elocución para perder su acento cockney; en aquella época, el acento regional se consideraba un impedimento para un aspirante a actor.  Dejó la escuela a los 14 años, en 1938.

## Trayectoria
Phillips debutó en el teatro en 1937 como lobo en Peter Pan junto a Anna Neagle en el London Palladium. En la temporada 1938-39, fue ascendido al papel de John Napoleon Darling, junto a Jean Forbes-Robertson como Peter y Seymour Hicks como el Capitán Garfio. La actuación permitió a Phillips ganar dinero extra para su familia, que había pasado apuros económicos tras la muerte de su padre.
Phillips hizo su primera aparición en el cine en la comedia musical Lassie from Lancashire(1938), e hizo otras apariciones no acreditadas en Climbing High (1938) y The Mikado (1939), una de las primeras películas rodadas en los estudios Pinewood. Con motivo del 70 aniversario de los estudios, en 2006, Phillips se consideró uno de los primeros actores que habían trabajado allí y que seguía vivo y en activo. Un papel secundario en The Proud Valley (1940), de los estudios Ealing, le brindó la oportunidad de trabajar junto a Paul Robeson, a quien admiraba enormemente.
En los primeros años de la Segunda Guerra Mundial, Phillips trabajó en el West End. Los espectáculos se veían interrumpidos con frecuencia por las sirenas antiaéreas. Llamado a filas en 1942, Phillips sirvió en la infantería Ligera de Durham (1942-1945), hasta que fue declarado no apto para el servicio justo antes del Día D tras diagnosticársele una enfermedad neurológica que le causó una parálisis parcial.
Phillips reanudó su carrera como actor de cine con apariciones no acreditadas en Anna Karenina y Las zapatillas rojas, de Powell y Pressburger (ambas en 1948). Su primer papel protagonista en una serie de televisión fue en la comedia Mi mujer Jacqueline (1952).
Volvió a actuar y durante la década de los 50 se convirtió en un respetado intérprete de la industria británica.
El 7 de noviembre de 2022, falleció en paz mientras dormía a los 98 años, luego de batallar contra una larga enfermedad.

## Filmografía
- Filmografía destacada en cine.

| Año  | Película                                                 |
| ---- | -------------------------------------------------------- |
| 1985 | Out of Africa                                            |
| 1987 | Empire of the Sun                                        |
| 1995 | Voz de Gex en la versión europea de Gex: Enter the Gecko |
| 2001 | Harry Potter and the Philosopher's Stone (voz)           |
| 2001 | Lara Croft: Tomb Raider                                  |
| 2002 | Thunderpants                                             |
| 2002 | Harry Potter and the Chamber of Secrets (voz)            |
| 2004 | Millions                                                 |
| 2006 | Venus                                                    |
| 2008 | Is Anybody There?                                        |
| 2010 | Hotel Caledonia                                          |
| 2011 | Harry Potter and the Deathly Hallows Part 2 (voz)        |

## Premios

### Premios BAFTA
| Año  | Categoría              | Película | Resultado |
| ---- | ---------------------- | -------- | --------- |
| 2007 | Mejor actor de reparto | Venus    | Nominado  |